# Adam Chamidowitsch Saitijew
Adam Chamidowitsch Saitijew (russisch Адам Хамидович Сайтиев; * 12. Dezember 1977 in Chassawjurt, Dagestanische ASSR) ist ein russischer Ringer tschetschenischer Herkunft. Er wurde 2000 Olympiasieger im freien Stil im Mittelgewicht.

## Werdegang
Adam Saitijew stammt aus einer Ringerfamilie. Er begann bereits als Kind mit dem Ringen, wobei sein Vater Chamid sein erster Trainer war. Sein älterer Bruder Buwaissar war ebenfalls Ringer und wie er Olympiasieger.
Adam Saitijew trainiert wie sein Bruder an einem Ringerzentrum des russischen Ringerverbandes in Krasnojarsk. Seine Trainer dort sind bzw. waren Abdul Saitijew und Wiktor Alexejew. Er ringt nur im freien Stil. Offiziell ist er Armeeangehöriger, tatsächlich aber lebt er vom Ringen. Da Adam und Buwaissar Saitijew gleich viel wiegen, beides sind eigentlich Weltergewichtler (bis 76 bzw. seit 2002 bis 74 kg Körpergewicht), ging Adam ab dem Jahre 2000 in das Mittelgewicht (bis 85 kg bzw. seit 2002 bis 84 kg Körpergewicht (KG)), um seinem Bruder auf der Matte aus dem Wege gehen zu können.
Die internationale Laufbahn von Adam Saitijew begann bereits im Jahre 1993, wo er bei der Junioren-Weltmeisterschaft in Duisburg (Cadets) in der Gewichtsklasse bis 40 kg KG startete und vor Anatoli Gujdja aus Moldawien und Ali Mohamad Gholam aus der Islamischen Republik Iran gewann.
Der nächste Start bei einer internationalen Meisterschaft erfolgte dann erst im Jahre 1997. Adam Saitijew startete dabei bei den Senioren bei der Europameisterschaft in Warschau. Im Leichtgewicht kam er dabei zu vier Siegen, verlor aber gegen Yüksel Şanlı aus der Türkei und Sasa Sasirow aus der Ukraine und belegte den 4. Platz. Er wurde im gleichen Jahr auch bei der Weltmeisterschaft in Krasnojarsk eingesetzt. Im Leichtgewicht kam er dabei wieder zu vier Siegen. Er verlor aber in den entscheidenden Kämpfen gegen Sasa Sasirow und Davoud Ghanbari aus dem Iran und kam nur auf den 6. Platz.
Trotz dieser für einen russischen Ringer unbefriedigenden Ergebnisse hielt der russische Ringerverband an dem großen Talent Adam Saitijew fest. 1998 wurde er beim Weltcup in Stillwater, Oklahoma im Weltergewicht eingesetzt. Er siegte dort über den Kubaner Daniel Gonzales Aguillera und den Iraner Majid Khodaei, musste aber von Alexander Leipold aus Deutschland eine Niederlage hinnehmen, die mit 6:0 techn. Punkten ziemlich deutlich war. Bei der Europameisterschaft 1998 in Bratislava verlor Adam Saitijew in seinem zweiten Kampf gegen den Ungarn Árpád Ritter knapp mit 4:5 techn. Punkten. Er hatte damit keine Möglichkeit mehr, um den Europameistertitel zu kämpfen. Mit vier Siegen kämpfte er sich aber bis in das „kleine Finale“ vor, bei dem es um die Bronzemedaille ging und besiegte dabei Árpád Ritter mit 5:2 Punkten. Europameister wurde Alexander Leipold.
Im Jahre 1999 pausierte Buwaissar Saitijew, der schon 1996 Olympiasieger und 1998 Weltmeister im Weltergewicht geworden war, bei der Welt- und bei der Europameisterschaft und ließ bei beiden Veranstaltungen Adam den Vorrang. Dieser bedanke sich dann auch mit zwei Titelgewinnen. Zuerst wurde er in Minsk Europameister im Weltergewicht. Bei dieser Gelegenheit besiegte er im Halbfinale Alexander Leipold nach Punkten (3:0 techn. Punkte). Adam Saitijew siegte dann auch bei der Weltmeisterschaft dieses Jahres in Ankara im Finale erneut über Alexander Leipold, den er dieses Mal mit 6:3 techn. Punkten schlug.
Im Jahre 2000 ging Adam Saitijew eine Gewichtsklasse höher, dem Mittelgewicht (bis 85 kg Körpergewicht) an den Start. Er war auch in dieser Gewichtsklasse auf Anhieb erfolgreich und holte sich in Budapest den Europameistertitel, wobei er im Endkampf Bejbulat Mussajeu aus Belarus besiegte. Bei den Olympischen Spielen 2000 in Sydney war er in einer ganz hervorragenden Form und wurde mit fünf Siegen in überlegenem Stil Olympiasieger. Im Endkampf besiegte er dabei den amtierenden Mittelgewichts-Weltmeister Yoel Romero aus Kuba mit 7:1 techn. Punkten.
In den folgenden Jahren litt Adam Saitijew häufig an einer hartnäckigen Rückenverletzung, die ernsthaftes Training verhinderte bzw. erschwerte. Er startete deshalb auch nur mehr bei zwei internationalen Meisterschaften, die er beide gewann. 2002 wurde er in Teheran Weltmeister im Mittelgewicht, wobei sein Finalsieg über Yoel Romero mit 4:3 techn. Punkten dieses Mal knapper ausfiel.
2004 verlor er beim wichtigen „Iwan-Jarigin“-Turnier in Krasnojarsk gegen Cael Sanderson aus den Vereinigten Staaten und wurde deshalb nicht für die Olympischen Spiele in Athen nominiert.
Im Jahre 2006 wurde er schließlich in Moskau noch einmal Europameister im Mittelgewicht. Er besiegte dabei den Weltmeister von 2005 Rewas Mindoraschwili aus Georgien (6:0 techn. Punkte), David Bichinashvili, Deutschland (5:0 techn. Punkte), Taras Danko, Ukraine (8:1 techn. Punkte) und Gökhan Yavaşer aus der Türkei (4:0 techn. Punkte). Er gab also in dem gesamten Turnier nur einen einzigen technischen Punkt ab und erzielte selbst 23.
Im Jahre 2008 stand Adam Saitijew beim Weltcup in Krasnojarsk in der russischen Nationalstaffel. Er ging dort aber nur einmal an den Start, bei dem er den US-Amerikaner Andy Hrovat mit 2:1 Rundengewinnen nach Punkten besiegte (1:7, 1:0, 1:0). Er unterzog sich 2008 in Deutschland auch einer Rückenoperation, die einen Start bei den Olympischen Spielen in Peking von vorneherein verhinderte.

## Internationale Erfolge
| Jahr | Platz | Wettbewerb                            | Gewichtsklasse | |
| 1993 | 1.    | Junioren-WM (Cadets) in Duisburg      | bis 40 kg KG   | vor Anatoli Gujdja, Moldawien u. Ali Mohammad Gholam, Iran |
| 1997 | 4.    | EM in Warschau                        | Leicht         | mit Siegen über Vaso Spasov, Mazedonien u. Emzarios Bedinidis, Georgien, einer Niederlage gegen Yüksel Şanlı, Türkei, Siegen gegen Salvatore Rinella, Italien u. Elşad Allahverdiyev, Aserbaidschan u. einer Niederlage gegen Sasa Sasirow, Ukraine    |
| 1997 | 6.    | WM in Krasnojarsk                     | Leicht         | mit Sieg über Juan Carlos Suárez Rivera, Venezuela, Niederlage gegen Igor Kupeyev, Usbekistan, Siegen über Elşad Allahverdiyev, Dawit Gogoschwili, Georgien u. Almasbek Askarow, Kasachstan u. Niederlagen gegen Sasa Sasirow u. Davoud Ghanbari, Iran |
| 1998 | 4.    | Weltcup in Stillwater, Oklahoma       | Welter         | mit Sieg über Daniel González Aguilera, Kuba, Niederlage gegen Alexander Leipold, Deutschland u. Sieg über Majid Khodaei, Iran |
| 1998 | 3.    | EM in Bratislava                      | Welter         | mit Sieg über Victor Peicov, Moldawien, Niederlage gegen Árpád Ritter, Ungarn, Siege über Christoph Feyer, Schweiz, Əkbər İsmayılov, Aserbaidschan, Rodion Kertanti, Slowakei u. Árpád Ritter                                                          |
| 1998 | 1.    | Goodwill-Games in New York City       | Welter         | vor Stephen E. Marianetti, USA u. Massoud Jamshidi, Iran |
| 1999 | 1.    | EM in Minsk                           | Welter         | mit Siegen über Sombat Gasparjan, Armenien, Victor Domínguez, Spanien, Marcin Jurecki, Polen, Alexander Leipold u. Alik Musajew, Ukraine |
| 1999 | 1.    | WM in Ankara                          | Welter         | mit Siegen über Ruslan Kinchagov, Usbekistan, Radosław Horbik, Polen, Árpád Ritter, Alik Musajew, Joe E. Williams, USA u. Alexander Leipold |
| 2000 | 1.    | EM in Budapest                        | Mittel         | mit Siegen über Egidijus Valavičius, Litauen, Rudolf Voboril, Tschechien, Tamasi Gegeschidse, Georgien, Nicolae Ghiță, Rumänien u. Bejbulat Mussajeu, Belarus                                                                                          |
| 2000 | Gold  | OS in Sydney                          | Mittel         | mit Siegen über Bejbulat Mussajeu, Igor Praporshikov, Australien, Yang Hyung-mo, Südkorea, Mogamed Ibragimov, Mazedonien u. Yoel Romero, Kuba |
| 2002 | 1.    | WM in Teheran                         | Mittel         | mit Siegen über Narantsetsog Burembaatar, Mongolei, Aman Deep, Indien, Marcin Jurecki, Arkadij Zopa, Bulgarien u. Yoel Romero |
| 2004 | 5.    | „Iwan-Jarigin“-Turnier in Krasnojarsk | Mittel         | hinter Saschid Saschidow, Russland u. Cael Sanderson, USA, Wadim Lalijew, Russland u. Magomed Kuruglijew, Kasachstan |
| 2006 | 1.    | „Iwan-Jarigin“-Turnier in Krasnojarsk | Mittel         | vor Schirwani Muradow, Georgi Ketojew, Novruz Temrezov, alle Russland u. Gennadi Lalijew, Kasachstan |
| 2006 | 1.    | EM in Moskau                          | Mittel         | mit Siegen über Rewas Mindoraschwili, Georgien, David Bichinashvili, Deutschland, Taras Danko, Ukraine u. Gökhan Yavaşer, Türkei |
| 2007 | 2.    | „Stepan-Sarkisjan“-Memorial in Tiflis | Mittel         | hinter Albert Saritow, Russland, vor Harutjun Jenokjan, Armenien u. Wiktor Mutscha, Ukraine |
| 2008 | 3.    | „Iwan-Jarigin“-Turnier in Krasnojarsk | Mittel         | hinter Georgi Ketojew u. Saschid Saschidow, gemeinsam mit Soslan Kzojew, alle Russland |

Anm.: alle Wettbewerbe im freien Stil, OS = Olympische Spiele, WM = Weltmeisterschaft, EM = Europameisterschaft, Leichtgewicht, damals bis 69 kg KG (Körpergewicht), Weltergewicht, damals bis 76 kg KG, Mittelgewicht, bis 2001 bis 85 kg, seit 2002 bis 84 kg KG